# ودهم

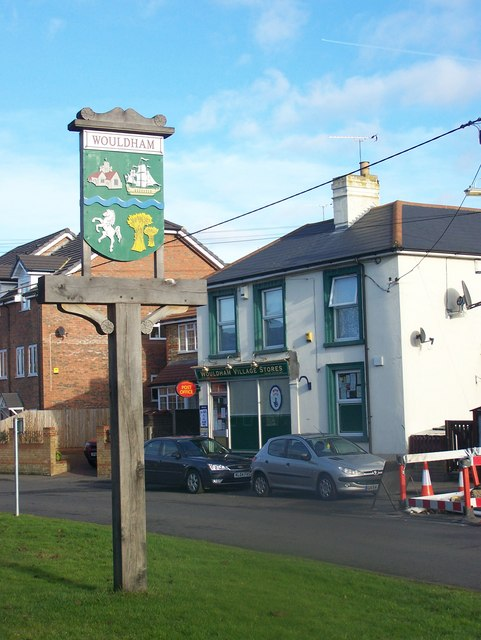
روستای ودهم

ودهم (به انگلیسی: Wouldham) یک روستا و محله مدنی در بریتانیا است که در Tonbridge and Malling واقع شده‌است. ودهم ۱٬۴۹۷ نفر جمعیت دارد.